# Yorokobi mo kanashimi mo ikutoshitsuki
Yorokobi mo kanashimi mo ikutoshitsuki (喜びも悲しみも幾歳月, lit. "quantos anos de alegria e tristeza") é um filme de drama japonês de 1957 escrito e dirigido por Keisuke Kinoshita.

## Sinopse
Em 1932, um jovem faroleiro retorna do funeral de seu pai com uma nova noiva, que rapidamente aprende a importância do vínculo conjugal para os membros da profissão de seu marido, que muitas vezes é caracterizada pelas adversidades do isolamento físico e por mudanças repentinas. Nos 25 anos seguintes, eles são transferidos para um total de dez faróis diferentes em todo o Japão, criando dois filhos e fazendo amizade com vários colegas e suas famílias. Eles enfrentam ataques durante a guerra aos faróis estrategicamente relevantes, bem como presenciam uma tragédia envolvendo um de seus filhos e o casamento do outro. No final do filme, o casal, já de meia idade, segue adiante e decide adotar uma residência fixa.

## Elenco
- Hideko Takamine como Kiyoko Arisawa
- Keiji Sada como Shiro Arisawa
- Takahiro Tamura como Sr. Nozu
- Katsuo Nakamura como Kotaro
- Yoko Katsuragi como Fuji Tatsuko
- Kōji Mitsui como Sr. Kanemaki
- Kuniko Igawa como Itoko Suzuki
- Shizue Natsukawa como Sra. Natori
- Masako Arisawa como Yukino
- Hiroko Ito como Masako
- Noboru Nakaya como Shingo Natori
- Takeshi Sakamoto como chefe dos correios
- Ryuuji Kita como Natori
- Mutsuko Sakura como Sra. Kanemaki

## Legado
Yorokobi mo kanashimi mo ikutoshitsuki foi refeito três vezes para a televisão japonesa, e em 1986 o próprio Kinoshita fez um remake do filme o intitulando de Shin Yorokobi mo Kanashimi mo Ikutoshitsuki.
Em 1993, uma estátua representando as duas estrelas do filme em uma pose icônica foi erguida no Farol Hajikizaki, na Ilha Sato, um dos locais da filmagem original, como uma homenagem a todos os faroleiros japoneses.

## Mídia doméstica
Embora o filme não tenha sido lançado em disco ou para streaming nos Estados Unidos, o remake de Kinoshita, Shin Yorokobi mo Kanashimi mo Ikutoshitsuki, estava entre os filmes inaugurais disponíveis na primavera de 2019 para streaming no The Criterion Channel.